# Riccione-Alexander Platz
Riccione-Alexander Platz prodotto da Mauro Malavasi che cura gli arrangiamenti. è un brano musicale del cantante italiano Luca Carboni. È il terzo singolo estratto il 25 novembre 2011 dall'album Senza titolo.

## Formazione
- Luca Carboni – voce, cori
- Mauro Malavasi – pianoforte, tastiera, percussioni, cori, arrangiamenti
- Ignazio Orlando – basso

## Il brano
Testo di Luca Carboni e musica di Ignazio Orlando parla dei sogni e delle speranze della generazione dell'artista prima e dopo la caduta del muro di Berlino. È un brano di critica alla generazione rimasta troppo silenziosa. Musicalmente la canzone parte con un'onda latina e quasi balcanica allo stesso tempo; andando avanti, però, il brano è costituito sempre di più di sonorità dance simili a quelle anni '80.
Del brano non viene realizzato il videoclip.